# Žlutá skvrna
Žlutá skvrna (makula, lat. macula lutea, v obecné anatomii obratlovců také area centralis–centrální oblast) je místo na oční sítnici, kde je největší hustota čípků, a tedy i nejostřejší vidění. Obraz, na nějž se člověk dívá zpříma, se promítá právě do tohoto bodu.
Zajímavé je, že žlutá skvrna ve skutečnosti zaživa není vůbec žlutá, nýbrž o něco červenější než okolí. Tento přívlastek však makula dostala podle toho, že žlutou se jeví u mrtvoly.

## Anatomie
Žlutá skvrna má v průměru asi 5 mm. Obsahuje karotenoidy lutein a zeaxantin. V její centrální části se nachází fovea centralis, v centru této je tzv. foveola. Jedná se o termíny označující místa, v nichž postupně přibývá čípků a zvyšuje se ostrost vidění, a v úplném středu nejsou vůbec žádné tyčinky.

## Onemocnění
Některá onemocnění související s poškozením žluté skvrny jsou velmi vážná a mohou způsobit až oslepnutí. Častá je makulární degenerace.